# Bjarni Thorarensen
Bjarni Vigfússon Thorarensen (ur. 30 grudnia 1786 w Brautarholt, zm. 25 sierpnia 1841 w Möðruvellir) – islandzki poeta i działacz okresu romantyzmu. Ukończył prawo na Uniwersytecie Kopenhaskim, po czym zajmował różne stanowiska w duńskiej administracji w wymiarze sprawiedliwości. Pełnił funkcję gubernatora okręgu północno-wschodniej Islandii. W swojej twórczości pozostawał pod wpływami klasycyzmu i romantyzmu. Politycznie związany z Fjölnismenn, zaangażowany w przywrócenie Althingu w dolinie Þingvellir. Był przyjacielem poety Jónasa Hallgrímssona. W swojej twórczości domagał się praw politycznych dla Islandii. W dramatach miłosnych zwykle koncentrował się na ponurym pięknie kapryśnej islandzkiej pogody.
Jego najbardziej znane dzieło to Íslands minni, znane także jako Eldgamla Ísafold.